# Istituto di istruzione superiore Rossano
L'istituto di istruzione superiore Rossano é un istituto superiore di Corigliano rossano

## Storia

### Plesso centrale
Il plesso principale, in via De Florio, fu sede di un preesistente liceo scientifico avviato nel 1968, dapprima come sezione staccata dal liceo scientifico di Corigliano e successivamente reso autonomo nel 1974. Nell'autunno del 1995 fu attivata la sezione del liceo linguistico; mentre dall'autunno 2014, i due licei confluirono nell'istituto di istruzione superiore accogliendone la sede centrale e relativi uffici.

### Plesso san Nilo
Venne fondato nel 1871 come ginnasio comunale. La prima sede del ginnasio fu negli ambienti dell'ex convento di santa Maria Maddalena, divenuto successivamente sede del municipio, unitamente alle scuole tecniche e al tribunale, da dove venne trasferito nel 1874 all'ex monastero di santa Chiara, nel quartiere della Giudecca, edificio ristrutturato tra il 1546 e il 1554.
Nel 1874 passò allo Stato e mutando denominazione in regio ginnasio. Tra il 1877 e il 1922 vi annesso un convitto, con sede presso l'ex convento di sant'Antonio. A partire dal 1924, il liceo classico comunale fu affiancato al regio ginnasio, che a sua volta divenne statale nel 1935. Nel 1986 l'istituto fu intitolato a san Nilo, compatrono della città. Dall'autunno del 2009, il liceo fu la sede legale dell'istituto di istruzione superiore "San Nilo", costituito congiuntamente alle sedi associate dell'istituto professionale alberghiero e dell'istituto tecnico agrario di Rossano. Nel 2011 il liceo "San Nilo" diventò nuovamente autonomo, inaugurando nell'autunno dello stesso anno il liceo artistico. Dall'autunno 2014, i due licei confluirono nell'istituto di istruzione superiore.